# Парвін-Ланґе
Парвін-Ланґе (перс. پروين لنگه) — село в Ірані, у дегестані Шабхус-Лат, у бахші Ранкух, шагрестані Амлаш остану Ґілян. За даними перепису 2006 року, його населення становило 383 особи, що проживали у складі 103 сімей.